# Mobipocket
Mobipocketとは、フランスのMobipocket社が開発したWindows PC 用電子書籍システムのことである。Mobipocket Reader で電子書籍を読み、Mobipoket Creator で書籍を作成可能。Mobipocket Reader は、Mobipocket 社が端末毎に専用の Mobipocket Reader を無料で配布していた。PC上ではtext, HTML,PDFなどを直接 Mobipocket Reader で変換して読むことが可能。また、WordやExcelがインストールされたPC であれば、.doc, .xls なども変換して読むことが可能。一度 Mobipocket 形式に変換されたデータは、削除するまでライブラリーに存在し、いつでも読むことができる。基本的にはPCで作成，無料あるいは購入した電子書籍を携帯端末で閲覧するためのシステムである。PC上では書籍を読みながらコメントを付けたり、書籍内を検索する機能も使える。コメントは携帯端末側のリーダが対応していれば、そちらでも表示可能。検索は携帯端末側ではできない場合が多い（"Windows Mobile"機用 Mobipocket Reader には検索機能が実装されている）。
Mobipocket は、上記の電子書籍システム，Mobipocket 社あるいは、いわゆる eBook (電子書籍)用フォーマットの一つとしての Mobipocket 形式を指す。
Mobipocket社は2000年に設立されたフランスの会社で、PC・PDA向けに独自のMobipocketファイルフォーマット（拡張子は「.mobi」）を採用した電子書籍を制作・販売していたが、2005年にAmazonに買収された。その後もサポートのためにウェブサイトは継続されていたが、2016年10月31日にサイトの運営を停止した。
Amazonに買収後、Mobipocketファイルファーマットは2007年に発売された電子書籍リーダー「Kindle」の標準ファイルフォーマットのベースとなった（拡張子は「.mobi」または「.AZW」）。その後、アマゾンは2011年10月にHTML5とCSS3の要素を採用した新しいファイルフォーマットである「Kindle Format 8（KF8）」を発表した。拡張子は「.mobi」または「.AZW3」が使われ、このファイルのこともmobiと呼ばれることが多かったが、2021年8月にAmazonはリフロー型電子書籍におけるmobiの対応を廃止した。2022年5月には「Kindleパーソナル・ドキュメントサービス」のサポート形式に「EPUB」が追加され、2022年後半からは「Send to Kindle」アプリを使ったMOBIファイルの送信はできなくなる予定であることが発表された。

## 電子書籍フォーマット
現在、Mobipocket社はAmazon社の傘下であり、Kindle形式のeBookフォーマットと Mobipocket は、内部構造的には同等である。ただし、購入したeBookはDRMとしてPIDと呼ばれるIDコードでコピーガードされているため、今のところ Mobipocket 形式で購入したeBookをKindleで読み込むことはできない。また、閲覧可能な端末数は3個までしか登録できない(使わなくなった端末を登録解除して閲覧する端末を3個までにする。上限回数有り)。
Mobipocket形式のフォーマットは、HTMLから派生したものであり、内部構造的にはフォントの種類・サイズ・色などの情報を持ったテキストとJPEG等の画像データ埋め込み、およびリンク機能を持っており、レイアウトの自由度も高い。この構造により、現在はサポートされていないmp3などの音声データやムービーへのリンクなどもハードウェア側のレベルが揃ってくればリンク機能で容易に対応可能な先を見越したフォーマットとなっている。

## 辞書
Mobipocket 形式の辞書を購入すれば、Mobipocket Reader が電子辞書代わりとなり、不明な単語を調べることが可能であるが、それだけを見れば、他にも対応しているeBookシステムは存在する。Mobipocket Reader では、eBook を読みながら知らない単語をクリックすれば、自分が購入した辞書でヒットした場合に意味を表示してくれる。複数の辞書を購入していれば、同時に複数がヒットする。特に洋書を読む場合には Mobipocket Reader は非常に優れたツールとなる。すなわち、洋書をeBookで読みながら、知らない単語をクリックするだけで意味を知り、ワンクリックで元のeBookに戻って読書を続けることが可能である。
Mobipocket 形式で購入可能な辞書には、以下のものがあった。
- 英辞郎
- ジーニアス英和辞典
- ジーニアス和英辞典
- 明鏡国語辞典
[以下、英英辞典]
- New Oxford American Dictionary
- Oxford Advanced Learner's Dictionary
- Merriam-Webster's Collegiate Dictionary
- LONGMAN Dictionary of Contemporary English
- The Chambers Dictionary
- Collins unabridged English Dictionary
- Collins Student's COBUILD Dictionary
- The World's Biggest Dictionary (= Wikitionary)
- The Big English Encyclopedia (=Wikipedia)
etc.

それらの辞書を全て購入すると、eBook で知らない単語をクリックした際に検索時間が掛かるようになってしまうが、その場合には好きな辞書一つだけ登録して常にその辞書で検索するように設定することも可能。ただし、この場合一つだけしか辞書を設定できない。

## 電子書籍ストア
Mobipocket 形式の eBook を扱う電子ブック書店は見つからなくなり、Mobipocket 形式では購入できないと思われる。また、電子ブック書店のWEBサイトが消滅すれば、将来、別の端末に電子書籍を移行する際に手段が無くなるかもしれないという電子書籍の欠点も露呈した。

## Mobipocket Reader
Mobipocket 形式の書籍は指定したフォルダに保存されている。このときのファイル名の一例を以下に示す。
- ABCD.prc (またはmobi)
- ABCD.mbp
- demo_ABCD.prc (またはmobi)
- demo_ABCD.mbp

拡張子.prc(または.mobi)が購入した書籍本体、拡張子.mbpは設定ファイルである。このmbpはメモ帳などのエディタで開くことが可能であり、そこに記載された拡張子がjpgまたはjpegのファイルが表紙である。このため、デモ版には表紙があるが正規版には無いといった場合に、デモ版のファイル名demo_ABCD.mbpをABCD.mbpへ変更することで、表紙を設定することができる。
また、mbpに表紙の画像ファイル名が記述されているため、より高画質の表紙データを見つけて画像データを置き換えることで高画質の表紙へと変更できる柔軟な構造になっている。（表紙はCoversフォルダ内のjpegファイル）。PC上で Mobipocket Reader のライブラリからタイトルを選んで右クリックし、「格納フォルダ」を選択すれば、自動的に元ファイル：拡張子.prc(または.mobi)を表示してくれる。
PC上の Mobipocket Reader で、eBookのタイトル名を自由に変更できる。これを利用して、eBookの表示順を調整することができる。他の電子書籍リーダではeBookのタイトル順にバラバラに並ぶため、シリーズ物を購入した際に第1巻よりも第2巻のほうが前に並ぶといった事例が存在する。それに対し Mobipocket Reader であれば、タイトルを自分で「シリーズ名01タイトル」と変更することでシリーズ物を本来の順番通りに並べることが可能（電子ブックリーダのライブラリには一般的にフォルダ機能が無いので表示される順番は非常に重要）。
更に、購入してダウンロードしたeBookのファイル名を好きに変更してから Mobipocket Reader で読み込んだ場合、格納フォルダに保存されるデータのファイル名は自分で付けたファイル名になっている。このため、携帯端末側がファイル名順に表示することしかできない場合でも、計画的にファイル名を付ければ表示順番をコントロール可能である。
他のフォーマットや他の電子書籍リーダーとの違いはわずかなものだが、Mobipocketはユーザにとっては非常に重要なこだわりの部分を改善できる柔軟なシステムとなっており、他のシステムでは全く対応できないような場合でも手間を掛ければ対応できる余地がある。
テキストデータやHTMLデータを Mobipocket Reader で読むだけであれば、そのまま変換して読めば良いため、実質的に青空文庫など無料で大量の書籍を読むことが可能である。更に、無料で提供される Mobipocket Creator を使用し、表紙を設定したり目次を付けてリンクを作成したりすることで、市販されているeBookと比較して遜色のないものを自分で作成することができる。
なお、eBookは自身の所有する携帯端末で読めなければ無意味と考えるユーザーが多いが、この点で Mobipocket 形式は推奨しづらいといえる。例えば Android 端末は iReader をインストールすれば、現状でも Mobipocket 形式の書籍を表示させることは可能である。しかし Mobipocket 形式で購入した辞書は、電子辞書機能が無くなり、ページを1枚ずつめくって読むための書籍となる。また、現時点では、どのeBookを読む場合にも知らない単語をクリックして調べるための機能が全く無い。
Mobipocket に類似するeBookといえる Kindle では、Mobipocket では対応できていない端末(iPad／iPhone用Kindle，Android用Kindle など）に対応しており、内蔵辞書で知らない単語をクリックして調べる機能を有している。しかし、新たに辞書を購入しても、eBookを読みながらクリックで引く際には内蔵辞書しか使えない。現在では Mobipocket 形式の辞書の入手が困難となってしまったことから、Kindleはその代替候補といえる。Kindleでは Mobipocket ほどの機能は無いが、Mobipocket の簡易版として使用できる程度の機能は備わっている。もし、Kindle形式を Mobipocket 形式に変換できれば、少なくともPC上では Mobipocket Reader が使える。
Mobipocket では百科事典，大辞典など非常に大容量の書籍(英辞郎で170MB)も利用でき、その辞書を使って電子書籍を読んでいる最中に知らない単語を調べることが可能であるため、電子辞書機能を持った電子書籍リーダーである。
また、ノートPCに Mobipocket Reader の組み合わせなら、辞書で調べてコメントを書き込み、線を引き、ブックマークをつけて手に馴染む辞書にして持ち歩くなども可能。洋書を読んで知らない単語をクリックし、調べたらマウスで囲んでコピーし、元の洋書に戻ってコメント機能で貼り付けてしまうことも可能。しかし、それを携帯端末で閲覧するという面では現行の対応機種が減っていることから難しくなりつつある。対応している携帯端末側では、洋書を読みながら辞書を引き、元の洋書に戻ることは可能だが、そこでコピーしたり、コメントを付ける機能は無い。

### Mobipocket Reader日本語版
Mobipocket Reader日本語版（Windows用）は、2007年にSIIから発売された電子辞書「DB-J990」「DB-J260」に初めて搭載された。この2機種はアメリカの電子辞書メーカーであるフランクリン (Franklin Electronic Publishers) と共同開発した製品で、インターネットで入手したMobipocketフォーマットの電子書籍やニュース記事をパソコンから転送して読むことができるほか、Word/PowerPoint/PDF/text/HTMLファイルもMobiocketフォーマットに変換して利用することができた。